# Roberto Mangas
Roberto Mangas Alfaro (Pachuca, Hidalgo, México; 17 de enero de 1914 - Ciudad de México; 11 de febrero de 1982). fue un alpinista mexicano, primero en completar 100 ascensiones a montañas con altura superior a los 5,000 metros y uno de los primeros en conseguir la trilogía de ascensos a los tres picos mexicanos más altos, el Popocatépetl (12 de diciembre de 1932), Iztaccíhuatl (2 de noviembre de 1932) y Citlaltépetl, también conocido como Pico de Orizaba (14 de abril de 1933).

## Biografía
A pesar de haber nacido en Pachuca, Roberto Mangas se consideraba a sí mismo oriundo de Guanajuato, ya que desde muy pequeño acompañó a su madre por el estado de Guanajuato huyendo de las revueltas pertenecientes a la guerra cristera. Los empleados federales eran buscados por la guerrilla cristera y debido a que su madre era empleada federal por dedicarse al magisterio público fue necesario huir de una ciudad a otra. Esto propició que Roberto Mangas conociera profundamente los caminos, carreteras y la sierra alrededor de Guanajuato. 
Roberto Mangas gozó de una gran popularidad con la gente debido a su amplio sentido del humor y gran trato humano. Un hombre de gran calidad personal logró cosechar la amistad de todos quienes le rodeaban y le veían como una persona cálida, simpática y afable. 

## Inicios
Sus primeros ascensos los realizó en compañía de su patrón Luis Villanueva en 1928. Luis Villanueva además le enseñó el oficio de sastre que Mangas ejerciera durante gran parte de su vida. Desde muy joven mostró una profunda pasión por el alpinismo, que lo llevó a mudarse a la ciudad de Amecameca con el fin de ascender al Popocatépetl en cada oportunidad posible. 

## Logros
El 12 de diciembre de 1932 fue nombrado Guía Oficial de Volcanes del Club de Exploraciones de México, y unos años más tarde en 1940 completó 100 ascensiones a picos con alturas mayores a los 5,000 metros. 
En 1950 fue nombrado el deportista más destacado en el concurso del periódico la Afición como el MEJOR EXCURSIONISTA DEL MEDIO SIGLO junto con Rodolfo "el Chango" Casanova en Boxeo, Humberto Mariles en hipismo y Joaquín Capilla en natación. 
Durante su 85a expedición al Popocatépetl en 1951 sufrió una fractura expuesta de tibia debido a una piedra que al alcanzar una alta velocidad le impactó en la espinilla. Debido a este accidente pasó ocho meses hospitalizado en la Cruz Roja. Posteriormente se dedicó principalmente a la organización de expediciones de su Club. Dicha organización consistía en conseguir los recursos económicos necesarios para la expedición así como reclutar al equipo de alpinistas adecuado y supervisar su entrenamiento. 

### Primer descenso al cráter del Pico de Orizaba
El 8 de mayo de 1933 a las 12 del día cuando se inició la bajada al cráter por Roberto Mangas, minutos después lo siguieron Armando Gaitán y Raul Villegas , una vez en el cráter colocaron un rotulo del su club (club de exploraciones de México) e iniciaron el ascenso con grandes dificultades, saliendo los tres hasta poco después de las 15 horas. En este ascenso al Citlaltépetl también participaron Felipe Fonseca, Crisósforo Jiménez, Francisco Albarrán, Eduardo J. Pérez y dos nativos de Chalchicomula más, un tal Jiménez y otro apodado "el guerrillas".

### Primera expedición mexicana al Aconcagua
En 1948, Roberto Mangas desde el Club de Exploraciones de México, A.C., tras más de 10 años de intentos, organiza la Primera Expedición Mexicana al Aconcagua para la cual fueron abanderados por el entonces presidente Miguel Alemán Valdés. La expedición partió hacia Argentina en un C47 del Ejército Mexicano en 1948, sin embargo a 37 metros de la cumbre, el grupo de ataque tuvo que dividirse en dos: el grupo de respuesta a alguna emergencia constituido por  Roberto Mangas, Federico Espinoza y Eduardo San Vicente que no llegaron a la cumbre y el equipo de cumbre: Agustín Velázquez L, Adolfo Gutiérrez Soto (Mexicano), Daniel Ríolobos (Argentino), Roberto Garcia Juárez, Raymundo Luna R. y Alejandro Fergadiot (Chileno). El día de cumbre fue el 11 de febrero de 1948.

### Primera expedición mexicana al Denali
En 1952 organizó la expedición al monte Denali en Alaska de 6,178 metros de altura y catalogada como la más fría de la Tierra. Dicha expedición fue comandada por el Ing. Eduardo de María y Campos.